# 村上雄信
村上 雄信（むらかみ ゆうじ、1970年3月24日 - ）は、日本のラジオディレクター・ギタリスト。制作会社「BLUE BEAT」代表。フォークバンド「かかし」、「YOUNGER GENERATION」のギタリスト。東京都千代田区神田出身。

## 人物
- かかしではギター&コーラス担当。かかしとしてラジオに出る時もほとんどしゃべらない。
- ギターマニア、レコード収集の趣味がある。
- 長野県松本市立四賀小学校、およびさくら国際高等学校の校歌の作曲をしたことがある。

## 制作ラジオ番組

### 現在
2024年4月現在
- Saturday Morning Radio おびハピ!（NACK5)
- K-mix Blue Moment（K-MIX）
選曲者としてクレジット[1]。
- 翔べ!FRI-TAG!!（FM長野）
- K-MIX MOVE ON（K-MIX）
水・木曜日を担当。
- バカボン鬼塚 アナログアワー「ログあわ!」（アール・エフ・ラジオ日本）

### 過去
- K-mix FOOO NIGHT ピンソバ（K-mix）
月曜日、火曜日のディレクターを担当。
- The Nutty Radio Show おに魂（NACK5）
- WE LOVE SHONAN～our native shore～（FMヨコハマ）
- agete presents timeless piece（Inter FM）
- ユウガチャ（FM GUNMA）
- RBZ（RADIO BERRY）
木曜日のディレクターを担当。
- SatocameGT!!（RADIO BERRY）
- バカボン鬼塚 ユル～リ・ブリンナー（栃木放送）
- エモーショナル・ビート（TOKYO FM）
- 346 GROOVE FRIDAY（FM長野）
三四六がパーソナリティを務めていた番組。三四六の多くの楽曲の作曲も手がけている。